# 12182 Шторм
12182 Шторм (12182 Storm) — астероїд головного поясу, відкритий 27 жовтня 1973 року.
Тіссеранів параметр щодо Юпітера — 3,517.
Названо на честь німецького письменника Теодора Шторма (1817-1888)